# Nicky Crane
Nicky Crane   (Bexley, 21 de maig de 1958 - Paddington, 8 de desembre de 1993) Nicola Vincenzo "Nicky" Crane, va ser un individu d'origen anglès que va exercir activisme dins del moviment neonazi anglès. En un període anterior a la seva defunció, l'any 1993, causada per una malaltia vinculada a la síndrome d'immunodeficiència adquirida (SIDA), va fer pública la seva homosexualitat.

## Biografia
A finals de la dècada del 1970, Nicky Crane es va adherir al British Movement (BM), i l'any 1980 va assumir el càrrec d'organitzador d'aquesta formació política per la regió de Kent. El 1978, va atacar una família negra en una parada d'autobús a prop de l'estació de Liverpool Street. Per aquest acte, va ser declarat culpable de baralla il·legal i incitar una baralla, i se li va imposar una condemna amb suspensió de pena. Crane va aparèixer en diverses samarretes i calendaris produïts per la botiga de skinheads The Last Resort d'Aldgate durant la dècada de 1980. L'any 1981, aparegué a la portada del disc recopilatori de Strength Thru Oi!, associat a la revista Oi! a causa del seu aspecte (i no pas per les seves opinions racistes) amb els tatuatges de simbologia nazi parcialment dissimulats mitjançant aerògraf. Garry Bushell, responsable de la selecció d'imatges, explica posteriorment:  "Tenia una postal de Nadal a la paret, tenia aquella imatge que era a la portada de Strength Thru Oi!, però descolorida. Sincerament, amb la mà al cor, vaig pensar que era una imatge fixa de The Wanderers. Només quan va arribar l'àlbum perquè aprovés la il·lustració vaig veure els seus tatuatges. Per descomptat, si no hagués estat impacient, hauria dit, bé, descarteu això, gravem una altra cosa completament diferent. En comptes d'això, vam esborrar els tatuatges amb aerògraf. Hi havia dos errors, tots dos meus. Mans amunt." L'àlbum va ser "retirat precipitadament" per Decca Records quan es va fer pública la identitat i les condemnes prèvies de Crane, i des de llavors s'ha convertit  en una peça molt preuada pels col·leccionistes.
També l'any 1981, Crane fou condemnat a quatre d'anys de presó pel seu paper en un atac organitzat per British Movement (MB) contra un grup de joves negres que arribaven en tren a l'estació de Woolwich Arsenal l'any 1980. En una ocasió, liderà un atac contra un concert antiracista que tenia lloc a Jubilee Gardens de Londres. Fotografies en què se'l veia assaltant l'escenari durant l'actuació del cantant Hank Wangford foren publicades als diaris nacionals; malgrat que Crane hi era clarament identificable, no es prengué cap mesura al respecte. Després de ser alliberat de la presó l'any 1984, Crane començà aviat a oferir serveis de seguretat al grup  skinhead de tendència supremacista blanca Skrewdriver. Al llarg de la resta de la dècada, mantingué una estreta vinculació amb la banda i el seu líder, Ian Stuart Donaldson, arribant a dissenyar dues portades dels seus àlbums i a redactar la lletra de la cançó "Justice" inclosa al disc Hail the New Dawn. Fou novament empresonat l'any 1986, aquest cop durant sis mesos, arran d'una baralla ocorreguda al metro. L'any 1987, tingué un paper clau en la fundació de la xarxa, neonazi Blood and Honour juntament amb Ian Stuart Donaldson.

## Homosexualitat
Craine duia una doble vida com a homosexual, i fins i tot, exercí com administrador durant la marxa de l'orgull gai de Londres el 1986. Era un freqüent assistent dels locals d'ambient que hi havia al voltant de Londres, com ara per donar algun exemple de pub podria arribar a ser: Heaven, Bolts i el pub Bell. En diverses etapes de la seva vida, Crane havia treballat com a escombrar, missatger en bicicleta i porter en un club de sadomasoquisme. Treballava per a l'agència de protecció Gentle Touch i era capaç d'ignorar qualsevol connexió amb l'escena gai de Londres com a part de la seva feina de seguretat. També va aparèixer al videoclip de Psychic TV per a Unclean, i en pel·lícules porno gai amateur quan encara era un activista neonazi.
L'any 1992, Crane es declarà públicament homosexual en un segment de la revista Out, emès a Channel 4 titulat, "Skin Complex". Al programa, emès el 29 de juliol del 1992, Crane, juntament amb diverses altres persones homosexuals, exposà els motius pels quals se sentien atrets per l'escena dels Skinheads. Fou immediatament repudiat pels seus antics associats nazis, inclòs Ian Stuart Donalson, qui declarà: "Em sento més traït per ell que per ningú altre, això demostra que el nacionalisme i l'homosexualitat no encaixen, perquè el nacionalisme és una causa real i l'homosexualitat és una perversió". El mateix mes, el diari britànic The Sun publicà un article sobre ell sota el títol: "el nazi Nick és un Panzi", acompanyat d'una fotografia on Crane apareix grunyint a la càmera, amb el cap rapat i calb, el tors nu amb aparells ortopèdics, texans descolorits, botes amb cordons blancs i brandant una destral. Divuit mesos més tard, Crane morí a conseqüència d'una malaltia relacionada amb la SIDA.
L'homosexualitat de Crane constitueix un dels eixos centrals de la novel·la Children of the Sun (2010), de Max Schaefer, que narra la història del James, un guionista novell que, l'any 2003, desenvolupa una obsessió pel difunt Crane.